# Geoff Cameron
Geoffrey Scott "Geoff" Cameron (Attleboro, Massachusetts, 1985. július 11. –) amerikai válogatott labdarúgó, a Cincinnati játékosa.

## Sikerek
Houston Dynamo
- MLS Eastern Conference (1): 2011

## Fordítás
Ez a szócikk részben vagy egészben  a   Geoff Cameron című angol Wikipédia-szócikk fordításán alapul.  Az eredeti cikk szerkesztőit annak laptörténete sorolja fel. Ez a jelzés csupán a megfogalmazás eredetét és a szerzői jogokat jelzi, nem szolgál a cikkben szereplő információk forrásmegjelöléseként.